# 趙文 (成化舉人)
趙文（15世紀—16世紀），字天章，江西南昌府南昌縣南山村人，明朝政治人物。

## 生平
趙文是成化七年（1471年）辛卯科江西鄉試舉人，授夷陵州知州，調為滁州知州，因彈劾太僕寺主簿被貶謫為陝西都司經歷，不久陞為衛輝同知，改任南雄同知，請求致仕回鄉，在家鄉無田宅，行李蕭然，獲時人所重。

## 家族
曾祖趙元吉；祖父趙仲仁；父趙恭，義官。

## 引用
1. 1 2  民國《南昌縣志·卷三十一·人物志二》：趙文，字天章，由舉人知滁州，劾罷太僕寺主簿，文亦謫陝西都司經歷，尋陞衛輝府同知，改南雄，乞致仕，文先後服官二紀，家無田宅，歸橐蕭然，當世重之。
2. ↑  民國《南昌縣志·卷二十二·選舉志三》：科第下……明……成化七年辛卯鄉試……趙文 字天章，昂弟，詳傳
3. ↑  同治《宜昌府志·卷八·職官表上》：明 知州……孝宗……趙文 南昌人，夷陵知州
4. ↑  《天一阁藏明代科举录选刊·登科录》（《成化十四年戊戌科殿試金榜》）